# Эйнхорн, Макс
Макс Эйнхорн, также известный как Макс Эйнгорн (англ. Max Einhorn) (10 января 1862, Суховоля, Гродненская губерния, Российская империя — 1953) — американский гастроэнтеролог еврейского происхождения. Изобретатель различных медицинских гастроэнтерологических инструментов.

## Биография
Обучаться медицине начал в Киеве. Затем переехал в Берлин, где продолжил медицинское образование и некоторое время работал у лауреата Нобелевской премия по физиологии и медицине Пауля Эрлиха и известного биохимика Эрнста Зальковского и где в 1884 году стал доктором медицины (MD).
В 1885 году переехал в Нью-Йорк, устроившись старшим врачом-терапевтом (англ. internist) в Немецком госпитале, но вскоре (в 1886), занялся частной врачебной практикой.
В 1887 году несколько месяцев работал ассистентом известного немецкого гастроэнтеролога Карла Антона Эвальда в Берлине.
В 1887 он окончательно определился со своей специализаций, выбрав патологию органов пищеварения. Вернувшись в Нью-Йорк, он устроился инструктором по болезням желудочно-кишечного тракта в Медицинскую Школу Последипломного Образования Нью-Йорка (англ.  New-York Post-Graduate Medical School), где проработал более 40 лет. В 1898 году — он ассистент профессора. В 1899 — профессор медицины. Его именем названа аудитория Школы. Награждён медалью Фрайденвальда Американской гастроэнтерологической ассоциации (1942).
Преподавательскую работу Эйнхорн совмещал с клинической деятельностью в Немецком госпитале Нью-Йорка.
Умер Макс Эйнхорн в 1953 году.

## Изобретения Эйнхорна
Среди изобретений Эйнхорна наиболее известны:
- ферментационный сахарометр[2];
- гастро-диафан — аппарат, просвечивающий желудок изнутри и, таким образом, позволяющий определять изменения его формы[3];
- дуоденальные зонды[4] и аппарат для энтерального питания и введения лекарственных препаратов[5];
- зонды для аспирации желудочного сока, называемые также Einhorn duodenal tube[6]
- гастрограф — аппарат для записи перистальтики желудочно-кишечного тракта[7] и многое другое.

Хотя сегодня все эти инструменты и аппараты представляют не более, чем исторический интерес, в своё время они сыграли большую роль в изучении нормальной и патологической физиологии пищеварения и явились основой для создания более совершенных изделий медицинской техники.